# Karin Büttner-Janz
Karin Büttner-Janz (* 17. Februar 1952 in Hartmannsdorf als Karin Janz), ist eine ehemalige deutsche Kunstturnerin und Medizinerin. Sie war zweifache Olympiasiegerin bei den Olympischen Spielen 1972 (Pferdsprung und Stufenbarren), Weltmeisterin 1970 (Stufenbarren), vierfache Europameisterin und 20-fache DDR-Meisterin. Mit insgesamt 17 internationalen Medaillen ist sie die erfolgreichste Turnerin der deutschen Sportgeschichte und war eine der weltbesten Turnerinnen.
Nach ihrem Studium der Medizin entwickelte sie – gemeinsam mit Kurt Schellnack – die erste künstliche Bandscheibe, auch Charité-Disc genannt.
Als habilitierte Ärztin leitete sie zwei Kliniken, die Orthopädische Klinik des Vivantes Klinikums Berlin-Friedrichshain sowie die Klinik für Unfallchirurgie und Orthopädie im Vivantes-Klinikum Am Urban in Berlin-Kreuzberg.

## Leben

### Sportliche Karriere

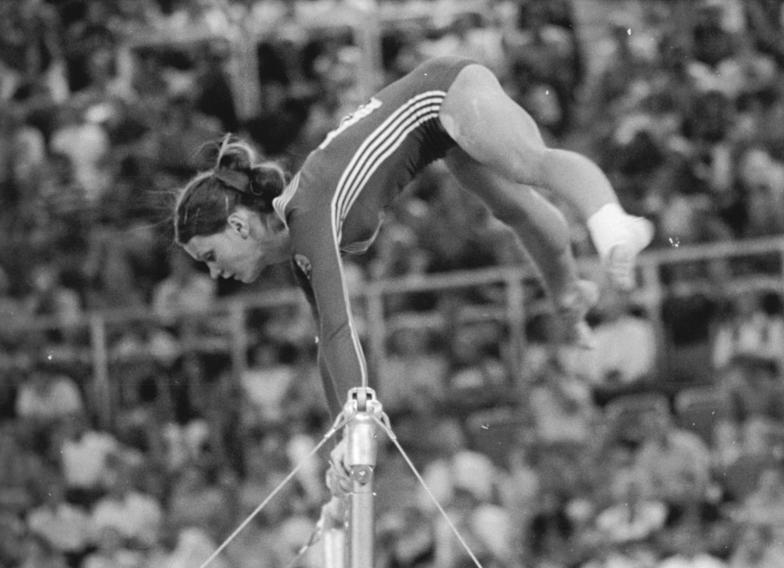
Karin Janz am Stufenbarren bei den Olympischen Sommerspielen 1972. Sie holte fünf Medaillen (zwei Gold-, zwei Silber- und eine Bronzemedaille) und war die erfolgreichste deutsche Athletin.

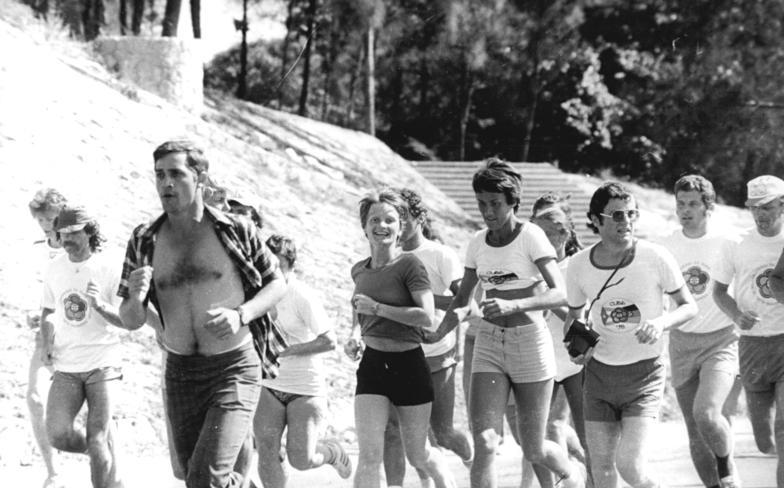
Karin Büttner-Janz (M., l. neben Gunhild Hoffmeister) bei den Weltfestspielen der Jugend und Studenten 1978 in Kuba

Bis zu ihrem zehnten Lebensjahr wurde sie von ihrem Vater Guido Janz, einem Lehrer für Physik und Sport, im Turnen trainiert. Sie besuchte bis 1966 die Kinder- und Jugendsportschule in Forst. Von 1966 bis 1972 war sie aktiv als Turnerin beim SC Dynamo Berlin (Trainer: Jürgen Heritz, Werner Pöhland), wohin sie durch den Einsatz ihres Vaters wechselte. Mit 15 begann sie ihre internationale Wettkampfkarriere als Kunstturnerin, sie gewann bei den Europameisterschaften 1967 in Amsterdam Silber (Stufenbarren) und Bronze (Sprung). Im Mehrkampf wurde sie Vierte. Im selben Jahr wurde sie zur Sportlerin des Jahres der DDR gewählt.
Bei den Olympischen Sommerspielen 1968 in Mexiko-Stadt gewann sie die Silbermedaille am Stufenbarren und die Bronzemedaille mit der Mannschaft. Bei den Turn-Europameisterschaften 1969 in Landskrona wurde sie 4-fache Europameisterin. Nachdem sie 1970 Weltmeisterin am Stufenbarren wurde, war sie 1972 bei den Olympischen Spielen in München neben Olga Korbut die Favoritin an diesem Gerät und gewann die Goldmedaille. Sie errang zudem die Goldmedaille beim Pferdsprung sowie Silber im Mehrkampf Einzel (besiegt einzig von der damals unbezwingbaren Ljudmila Turischtschewa), Silber im Mehrkampf Mannschaft und Bronze am Schwebebalken. Damit war sie die erfolgreichste deutsche Athletin. 1972 erhielt sie mit der Medaille Verdienter Meister des Sports der UdSSR die höchste Sportauszeichnung der Sowjetunion und wurde im gleichen Jahr zur Sportlerin des Jahres der DDR gewählt. Nach ihren großen Erfolgen gab sie Anfang 1973 bekannt, dass sie ihre Sportlerkarriere beendet. Ihren  Trainern teilte sie dies bereits nach den Gerätefinals am 31. August 1972 mit. Der Grund dafür war, dass sie sich auf ihr Medizinstudium konzentrieren wollte.
Karin Janz gilt als „eine der Wegbereiterinnen aktiven schöpferischen Turnens“ (Götze/Zeume: Flickflack – Weltbühne des Turnens, 1987). Ihre Turnvorträge waren inhaltlich gespickt mit den schwierigsten Passagen, sie erreichte an allen Turngeräten einen hohen Stabilitätsgrad und turnte mit technischer Perfektion. Sie erfand zahlreiche Turnelemente, die später, mit ihrem Namen versehen, in die internationalen Wertungsbestimmungen eingingen. Das berühmteste davon ist ein Grätschsalto vorwärts am Stufenbarren, der so genannte Janz-Salto, der ihr 1972 zu olympischem Gold verhalf.
Karin Janz bereicherte die Entwicklung des Kunstturnens einer ganzen Generation und setzte Maßstäbe für Entwicklungstendenzen an den einzelnen Geräten. Im Jahr 2000 wurde sie zur Turnerin des Jahrhunderts gewählt, 2003 in die International Gymnastics Hall of Fame aufgenommen. Außerdem erhielt sie für ihre sportlichen Leistungen mehrmals den Vaterländischen Verdienstorden der DDR.

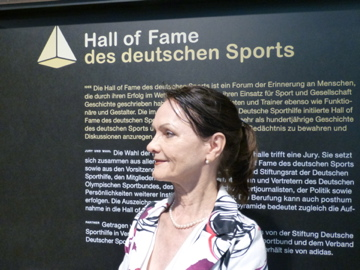
Karin Büttner-Janz 2017 als Gast zur Hall of Fame Ausstellung in Leipzig

2011 wurde Karin Büttner-Janz in die Hall of Fame des deutschen Sports aufgenommen.

### Akademische Laufbahn

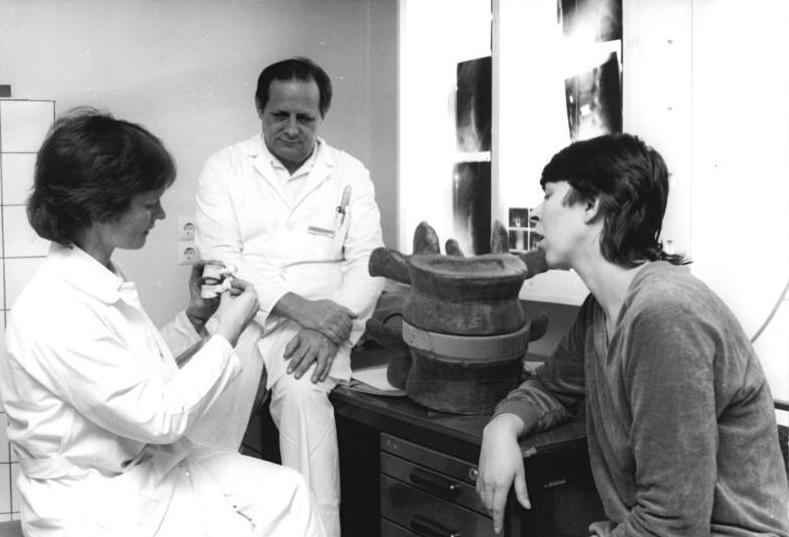
Karin Büttner-Janz (links im Bild) und Kurt Schellnack (Mitte) entwickelten in den 1980er Jahren an der Charité eine Prothese zum künstlichen Bandscheibenersatz.

Von 1971 bis 1978 studierte sie Medizin an der Humboldt-Universität zu Berlin; sie schrieb ihr Diplom über Notfallmedizin in der DDR. Anschließend absolvierte sie ihre klinischen Semester an der Orthopädischen Klinik der Charité. Ihre Wahl bei der Spezialisierung fiel auf das Fachgebiet Orthopädie. Sie promovierte zum Dr. med. mit einer Dissertation über Kniegelenkdiagnostik. 1989 habilitierte sie sich zum Dr. sc. med. über die Entwicklung der weltweit ersten Prothese für den Komplettersatz einer Bandscheibe, der so genannten Charité-Disc. Hierfür meldete sie ab 1984 im Team die ersten Patente an. Von 1987 bis 1990 war sie Oberärztin in der Orthopädie der Charité Berlin.
1990 verließ sie die Charité und übernahm die Leitung der Orthopädie des Klinikums Hellersdorf. 2004 wurde sie mit dem Umzug ihrer Klinik Direktorin der Klinik für Orthopädie des Vivantes Klinikums im Friedrichshain. 2008–2012 leitete sie außerdem die Klinik für Unfallchirurgie und Orthopädie des Vivantes Klinikums Am Urban.
2005 erfolgte die Berufung zur Außerplanmäßigen Professorin an der Charité – Universitätsmedizin Berlin. Von 2008 bis 2009 war sie Präsidentin der Spine Arthroplasty Society (später umbenannt in International Society for the Advancement of Spine Surgery). Sie ist Ehrenmitglied der American Orthopaedic Society for Sports Medicine.
Als Spezialistin für Wirbelsäulenerkrankungen erhielt sie für Forschungen zu künstlichen Zwischenwirbelscheiben 1986 den Nationalpreis der DDR III. Klasse für Wissenschaft und Technik.
Die US-Zulassungsbehörde für Medizinprodukte, die Food and Drug Administration (FDA), hat 2004 die von ihr mitentwickelte künstliche Bandscheibe in den USA genehmigt. Es war die erste Bandscheibenprothese, die die FDA zuließ.
Karin Büttner-Janz ist Gründerin der Büttner-Janz Spinefoundation.
Von 2014 bis 2016 studierte sie an der Hochschule für Technik und Wirtschaft Berlin und wurde Master of Business Administration (MBA) in general management.
2011 wurde Karin Büttner-Janz der Verdienstorden des Landes Berlin verliehen.

### Privat
Karin Janz heiratete Karl-Heinz Büttner. Dieser war Mitglied der Zentralen Leitung der SV Dynamo Berlin. 1978 wurde ihr gemeinsamer Sohn geboren. Mittlerweile ist sie geschieden.